# Mistrovství České republiky v atletice 2013
44. Mistrovství České republiky mužů a žen v atletice 2013 se uskutečnilo ve dnech 15.–16. června 2013 na stadionu Míru v Táboře.

## Medailisté

### Muži
| Soutěž                                 | Zlato                                                                    | Stříbro                                                                     | Bronz                                                                            |
| 100 m                                  | Zdeněk Stromšík 10,32                                                    | Pavel Maslák 10,36                                                          | Marek Bakalár 10,44                                                              |
| 200 m                                  | Pavel Maslák 20,67                                                       | Lukáš Šťastný 20,99                                                         | Jan Jirka 21,26                                                                  |
| 400 m                                  | Jan Tesař 46,77                                                          | Petr Lichý 47,09                                                            | Jan Kubista 47,13                                                                |
| 800 m                                  | Tomáš Vystrk 1:53,17                                                     | Jan Pokorný 1:53,21                                                         | Jakub Ševčík 1:53,36                                                             |
| 1500 m                                 | Milan Kocourek 3:55,07                                                   | Petr Vitner 3:55,45                                                         | Ondřej Klesnil 3:56,51                                                           |
| 5000 m                                 | Lukáš Kourek 14:42,64                                                    | Tomáš Jaša 14:56,03                                                         | David Kučera 15:08,00                                                            |
| 10 000 m Domažlice 4. 5. 2013          | Milan Kocourek 29:30,20                                                  | Jiří Homoláč 30:08,23                                                       | Jan Kreisinger 30:20,18                                                          |
| 110 m př.                              | Martin Mazáč 13,48                                                       | Petr Peňáz 13,77                                                            | Jan Carda 14,22                                                                  |
| 400 m př.                              | Václav Barák 49,95                                                       | Michal Brož 50,76                                                           | Daniel Musil 51,97                                                               |
| 3000 m př.                             | Lukáš Olejníček 8:59,13                                                  | Josef Havlíček 9:05,74                                                      | Martin Edlman 9:08,77                                                            |
| 4 × 100 m                              | Jan Feher Rostislav Šulc Vojtěch Šulc Ondřej Benda Spartak Praha 4 40.94 | Tomáš Kavka Michal Tlustý Miloslav Petrák Jan Jirka Slavia Praha 41.84      | Jan Jánský Lukáš Posekaný Petr Frolík Jiří Feigel TEPO Kladno 43.16              |
| 4 × 400 m                              | Tomáš Krupka Martin Čapek Daniel Musil Václav Barák Slavia Praha 3:12.89 | Matěj Blahůt Matěj Pavlíček Michal Brož Miroslav Burian Dukla Praha 3:15.83 | Tomáš Nejedlý Jiří Šacl Matěj Trávníček Petr Vitner Nové Město na Moravě 3:35.73 |
| Skok do výšky                          | Jaroslav Bába 2,26 m                                                     | Petr Pícha 2,12 m                                                           | Martin Heindl 2,12 m                                                             |
| Skok o tyči                            | Jan Kudlička 5,76 m                                                      | Michal Balner 5,65 m                                                        | Lukáš Bechyně 5,00 m                                                             |
| Skok daleký                            | Jiří Sýkora 7,64 m                                                       | Štěpán Wagner 7,52 m                                                        | Milan Pírek 7,47 m                                                               |
| Trojskok                               | Martin Vachata 15,44 m                                                   | Michal Čada 15,23 m                                                         | Jiří Vondráček 15,04 m                                                           |
| Vrh koulí                              | Ladislav Prášil 16,65 m                                                  | Antonín Žalský 19,76 m                                                      | Tomáš Staněk 19,39 m                                                             |
| Hod diskem                             | Tomáš Voňavka 60,38 m                                                    | Marek Bárta 59,01 m                                                         | Igor Gondor 57,80 m                                                              |
| Hod kladivem                           | Lukáš Melich 78,04 m                                                     | Michal Fiala 67,52 m                                                        | Miroslav Pavlíček 65,50 m                                                        |
| Hod oštěpem                            | Petr Frydrych 75,46 m                                                    | Jan Kubeš 72,37 m                                                           | Jakub Vadlejch 70,50 m                                                           |
| Desetiboj Stará Boleslav 25.–26.5.2013 | Marek Lukáš 7518 bodů                                                    | Adam Hromčík 7039 bodů                                                      | Michal Štefek 6692 bodů                                                          |
| 20 km chůze Poděbrady 13.4.2013        | Pavel Schrom 1:28:32                                                     | Karel Ketner 1:30:47                                                        | Lukáš Gdula 1:31:26                                                              |

### Ženy
| Soutěž                                | Zlato | Stříbro                                                                            | Bronz |
| 100 m                                 | Kateřina Čechová 11, 37                                                                                     | Barbora Procházková 11,57                                                          | Petra Urbánková 11,71                                                                                     |
| 200 m                                 | Denisa Rosolová 23,25                                                                                       | Kateřina Čechová 23,40                                                             | Zuzana Hejnová 23,65                                                                                      |
| 400 m                                 | Jitka Bartoničková 52,87                                                                                    | Lenka Masná 53,42                                                                  | Jana Slaninová 54,52                                                                                      |
| 800 m                                 | Eliška Kutrová 2:11,14                                                                                      | Olga Půčková 2:11,54                                                               | Martina Brejchová 2:14,57                                                                                 |
| 1500 m                                | Lucie Sekanová 4:18,96                                                                                      | Diana Mezuliáníková 4:19,79                                                        | Eva Krchová 4:21,44                                                                                       |
| 5000 m                                | Kristiina Sasínek Mäki 16:42,00                                                                             | Květoslava Pecková 16:51,18                                                        | Monika Preibischová 17:19,93                                                                              |
| 10 000 m Domažlice 4. 5. 2013         | Monika Preibischová 34:19,05                                                                                | Kristiina Sasínek Mäki 35:19,37                                                    | Ivana Sekyrová 35:20,95                                                                                   |
| 100 m př.                             | Lucie Škrobáková 12,79                                                                                      | Jana Sotáková 13,49                                                                | Kateřina Cachová 13,77                                                                                    |
| 400 m př.                             | Kateřina Hálová 58,69                                                                                       | Karolina Hlavatá 59,73                                                             | Kamila Němcová 59,97                                                                                      |
| 3000 m př.                            | Michaela Drábková 11:00,97                                                                                  | Ivana Sekyrová 11:15,54                                                            | Barbora Jíšová 11:20,65                                                                                   |
| 4 × 100 m                             | Iveta Mazáčová Barbora Procházková Martina Schmidová Monika Táborská Univerzitní sportovní klub Praha 44,77 | Pavla Hřivnová Jana Sotáková Martina Černochová Markéta Mrňová AK Olymp Brno 45,88 | Klára Seidlová Pavlína Humpolíková Alena Galertová Aneta Komrsková Univerzitní sportovní klub Praha 46,74 |
| 4 × 400 m                             | Denisa Rosolová Dana Šatrová Karolina Hlavatá Martina Schmidová Univerzitní sportovní klub Praha 3:44,49    | Kamila Němcová Eliška Kutrová Olga Půčková Sylva Škabrahová AK Olymp Brno 3:52,74  | Kateřina Kodrová Kateřina Turková Kateřina Ulrichová Anna Hrudková ASK Slavia Praha 3:55,11               |
| Skok do výšky                         | Romana Dubnova 1,86 m                                                                                       | Magdalena Nová 1,86 m                                                              | Oldřiška Marešová 1,80 m                                                                                  |
| Skok o tyči                           | Jiřina Svobodová 4,35 m                                                                                     | Romana Maláčová 4,30 m                                                             | Aneta Morysková 3,95 m                                                                                    |
| Skok daleký                           | Jana Korešová 6,65 m                                                                                        | Kateřina Líbalová 6,25 m                                                           | Martina Šestáková 6,10 m                                                                                  |
| Trojskok                              | Lucie Májková 13,23 m                                                                                       | Martina Šestáková 13,14 m                                                          | Klára Michalská 12,94 m                                                                                   |
| Vrh koulí                             | Jana Kárníková 16,65 m                                                                                      | Kristýna Kroužková 14,63 m                                                         | Romana Grómanová 13,83 m                                                                                  |
| Hod diskem                            | Jitka Kubelová 57, 54 m                                                                                     | Věra Cechlová 56,60 m                                                              | Eliška Staňková 55,80 m                                                                                   |
| Hod kladivem                          | Tereza Králová 67,15 m                                                                                      | Kristýna Kroužková 62,84 m                                                         | Romana Grómanová 58,04 m                                                                                  |
| Hod oštěpem                           | Petra Andrejsková 53,28 m                                                                                   | Irena Šedivá 52,16 m                                                               | Nikola Ogrodníková 51,83 m                                                                                |
| Sedmiboj Stará Boleslav 25.–26.5.2013 | Kateřina Cachová 5702 bodů                                                                                  | Alena Galertová 5473 bodů                                                          | Aneta Komrsková 4827 bodů                                                                                 |
| 20 km chůze Poděbrady 13.4.2013       | Lucie Pelantová 1:32:08                                                                                     | Anežka Drahotová 1:33:43                                                           | Hana Herberová 1:43:51                                                                                    |